# Вендел (Ајдахо)
Вендел (енгл. Wendell) град је у америчкој савезној држави Ајдахо.

## Демографија
По попису из 2010. године број становника је 2.782, што је 444 (19,0%) становника више него 2000. године.
| Група             | 2000.         | 2010.         |
| Белци             | 1.861 (79,6%) | 1.733 (62,3%) |
| Афроамериканци    | 1 (0,0%)      | 5 (0,2%)      |
| Азијати           | 5 (0,2%)      | 7 (0,3%)      |
| Хиспаноамериканци | 410 (17,5%)   | 994 (35,7%)   |
| Укупно            | 2.338         | 2.782         |